# Kimiya Yui
Kimiya Yui (Nagano, 30 gennaio 1970) è un astronauta giapponese.
Ha preso parte alla missione spaziale di lunga durata Sojuz TMA-17M (Expedition 44/45) nel 2015 a bordo della Stazione spaziale internazionale (ISS). Il 1º agosto 2025 è tornato nello spazio per la sua seconda missione a bordo della SpaceX Crew-11 con il ruolo di Specialista di missione della Crew Dragon Endeavour per prendere parte all'Expedition 73/74 sulla ISS.

## Biografia

### Istruzione e carriera militare
Yui si è laureato nel marzo 1992 presso la Scuola di Scienze e Ingegneria dell'Accademia della difesa nazionale del Giappone. Nell'aprile dello stesso anno è entrato nell'aeronautica giapponese, la Kōkū Jieitai. Ha servito come pilota collaudatore degli aerei F-15 Eagle. Nel dicembre 2008 ha assunto il ruolo di tenente colonnello presso l'Air Staff Office del Ministero della Difesa, operando nella Divisione di pianificazione della Difesa. 

### Carriera di astronauta
Yui è stato selezionato nel 2009 come candidato astronauta del Gruppo astronauti JAXA 5. È stato il primo astronauta giapponese con un background militare ed è stato costretto a ritirarsi a causa della politica del governo giapponese che separa il campo scientifico dalle attività militari. Ha svolto l'addestramento astronautico di base insieme al Gruppo 20 degli astronauti NASA, completando l'addestramento nel 2011.
A giugno 2012 ha fatto parte della missione NEEMO 16, vivendo e lavorando dall'11 al 22 giugno nell'Aquarius, un laboratorio sul fondo del mare, a 19 metri di profondità, vicino a Key Largo, in Florida. In questa missione, oltre a Yui, facevano parte anche i colleghi Dorothy Metcalf-Lindenburger, Timothy Peake e Steven Squyres.

#### Sojuz TMA-17M (Expedition 44/45)
A ottobre 2012 è stato assegnato come ingegnere di volo dell'Expedition 44/45 con i colleghi Oleg Kononenko e Kjell Lindgren, il cui lancio verso la Stazione Spaziale (ISS) era programmato per luglio 2015.
Il 22 luglio 2015 è stato lanciato a bordo della Sojuz TMA-17M in direzione ISS, a cui si è attraccato il giorno successivo.
Durante i suoi 141 giorni nello spazio, Yui e l'equipaggio dell'Expedition 45 hanno svolto oltre 200 esperimenti scientifici nei campi della fisica, biologia e scienza molecolare, provato nuove tecnologie e fatto osservazioni della Terra. Ad agosto ha partecipato all'esperimento Veggie, un esperimento in cui delle piante di lattuga sono state fatte crescere, raccolte e poi mangiate dall'equipaggio per la prima volta sulla Stazione Spaziale. Già durante l'Expedition 39, a maggio del 2014, l'esperimento Veggie era stato svolto dall'astronauta NASA Steven Swanson ma in quel caso il raccolto era stato riportato a Terra per delle analisi approfondite e non mangiato dall'equipaggio. Il 24 agosto Yui si è occupato della cattura della navicella cargo giapponese HTV-5, missione di fondamentale importanza dopo i fallimenti delle missioni cargo statunitensi Cygnus Orb-3 e SpX-07. Il 2 novembre l'equipaggio dell'Expedition 45 ha celebrato i 15 anni di continua permanenza dell'uomo sulla Stazione Spaziale Internazionale.
La Sojuz TMA-17M con Yui si è sganciata dal modulo Rassvet l'11 dicembre iniziando così il suo rientro sulla Terra, culminato circa tre ore dopo atterrando nelle steppe innevate del Kazakistan, a nord-est della città di Jezkazgan.

#### SpaceX Crew-11 (Expedition 73/74)
Il 27 marzo 2025 è stato assegnato alla missione SpaceX Crew-11 con il ruolo di specialista di missione per prendere parte all'Expedition 73/74 sulla ISS. Il 1º agosto 2025 è partito dal Kennedy Space Center a bordo della Crew Dragon Endeavour raggiungendo la ISS il giorno successivo.